# Mie Honda Heat
Pour les articles homonymes, voir Heat.
Maillots
Actualités
Dernière mise à jour : 30 juillet 2022.
Les Mie Honda Heat (anciennement Honda Heat) sont une équipe japonaise de rugby à XV, basée à Suzuka. Ils participent à la Japan Rugby League One.

## Histoire
L'équipe des Honda Heat n'a pas été immédiatement incluse dans la Top League à sa création et a dû se contenter pendant six ans de la Top League West A. Après avoir remporté ce championnat de deuxième division en 2008-2009, ils ont été promus en Top League pour la saison 2009–2010 avant de redescendre, puis de remonter 2011–2012 et d'encore redescendre dans la foulée en Top League West A, où ils sont restés trois saisons.
Les Honda Heat remporte une nouvelle fois la Top League West en 2014–2015 et sont promus une fois de plus en Top League pour la saison 2015-2016.
Après avoir été une nouvelle fois relégués en 2017, les Honda Heat disputent le nouveau championnat de deuxième division, la Top Challenge League. Il ne reste cependant qu'une saison au second échelon, avant d'accéder à nouveau à la Top League en 2018.
Pour la saison 2022, dans le cadre de la réforme du rugby de club japonais, le club adopte le nom de Mie Honda Heat. Le club est placé dans la deuxième division de la nouvelle League One.

## Palmarès
- Vainqueur de la Top League West A en 2009, 2012 et 2015.

## Personnalités du club

### Joueurs emblématiques et célèbres
- Reuben Thorne
- Hosea Gear
- Rodney So'oialo
- Lloyd Johansson
- Cameron Shepherd
- Richard Brown
- Tyrone Smith
- Digby Ioane
- Marcell Coetzee
- Franco Mostert
- Faifili Levave
- Akihito Yamada
- Alisi Tupuailei

### Effectif 2024-2025
(c) pour le capitaine, Gras pour un joueur international

## Source de la traduction
- (en) Cet article est partiellement ou en totalité issu de l’article de Wikipédia en anglais intitulé « Honda Heat » (voir la liste des auteurs).